# Epicauta impressicornis
Epicauta impressicornis là một loài bọ cánh cứng trong họ Meloidae. Loài này được Pic mô tả khoa học năm 1913.